# Elektrownia jądrowa Pickering

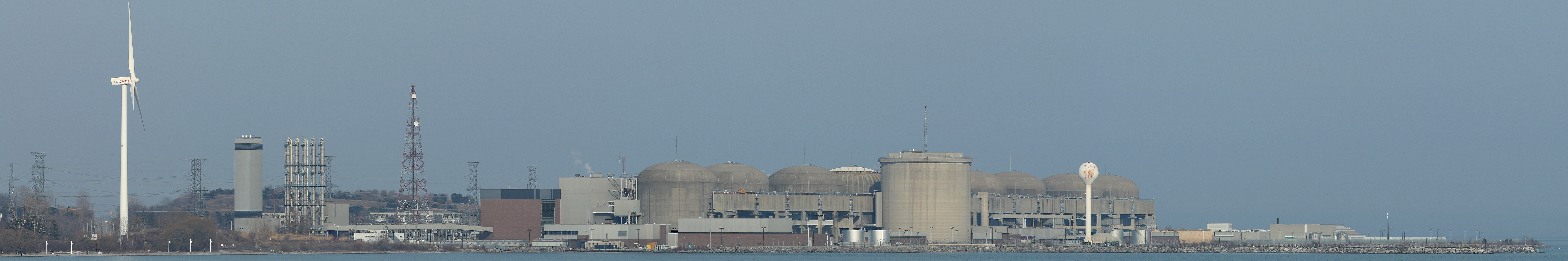

Elektrownia Jądrowa Pickering (ang. Pickering Nuclear Generating Station) – elektrownia jądrowa znajdująca się w Pickering, w kanadyjskiej prowincji Ontario, nad brzegiem jeziora Ontario, około 40 km na północny wschód od centrum Toronto. Ma 8 reaktorów typu CANDU o łącznej maksymalnej mocy 4124 MW (netto), lecz w chwili obecnej dwa z nich są wyłączone z eksploatacji. Elektrownia została wybudowana stopniowo w latach 1966–1986.

## Linki zewnętrzne

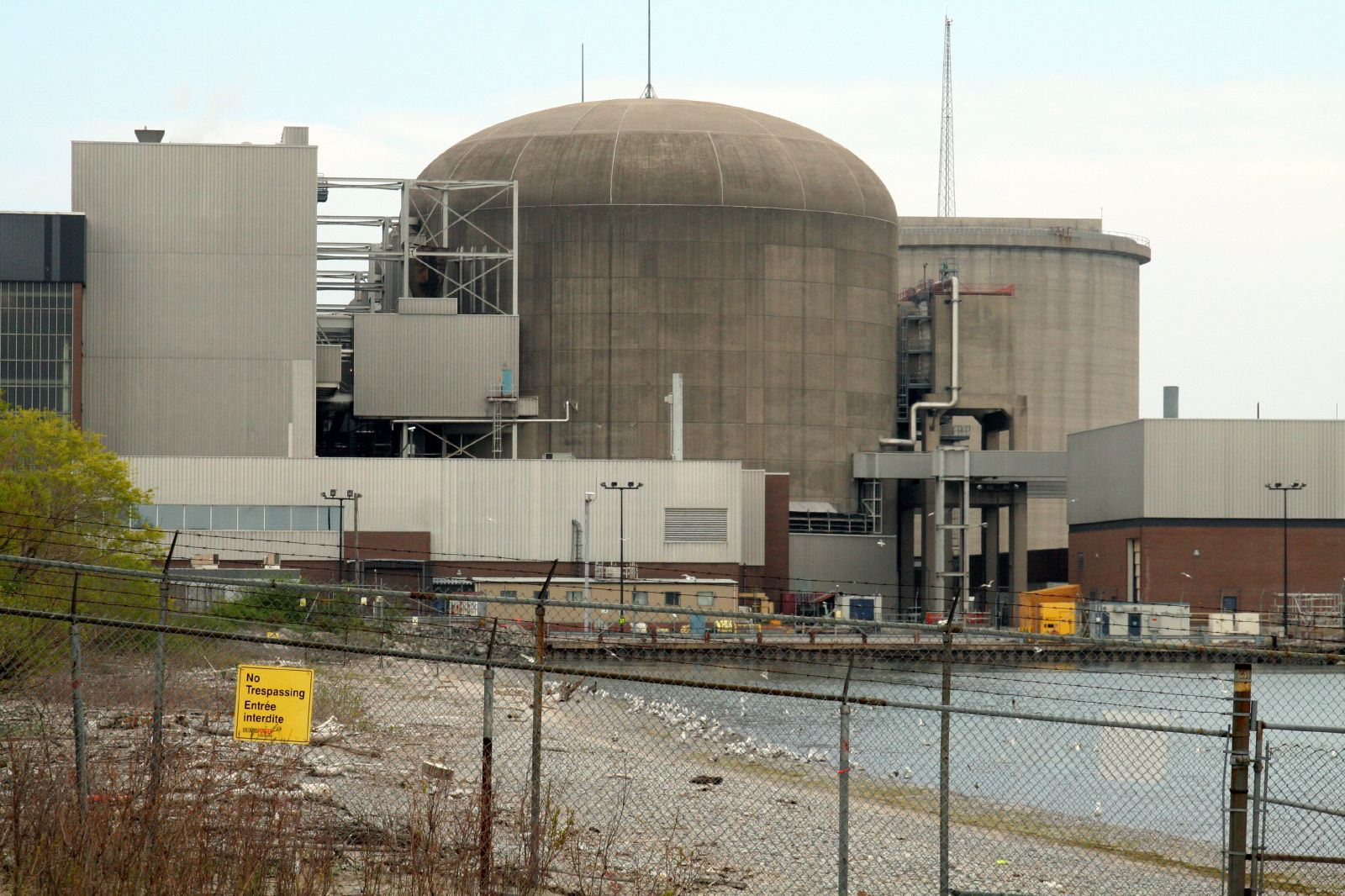